# Lista dos colaboradores da revista Heavy Metal

## Estatisticas
- Data de lançamento: 1977 - 2006

- estatisticas Artistas
  - Richard Corben:  2
  - Philippe Druillet:
  - Bode:
  - Jean-Pierre Dionnet e Jean-Claude Gal: 2
  - Jean "Mœbius" Giraud:

## Resumo de cada número
| Nr. data        | pagina Artistas | Personagens Principais | Lançamento- Brasil |
| --------------- | --- | ---------------------- | ------------------ |
| 1 Abril de 1977 | *Capa - Jean-Michel Nicollet - p.03 - "Origins" - p.05-12 - "Den" - Richard Corben - p.13-15 - "Rut" - Philippe Druillet - p.16-27 - "Conquering Armies" - Jean-Pierre Dionnet e Jean-Claude Gal - p.29-36 - "The Adventures Of Yrris" - Philippe Druillet e Dominique "Alexis" Vallet - p.37-44 - "Arzach" - Jean "Mœbius" Giraud - p.45-54 - "Selenia" - Marre e Sergio Macedo - p.55-57, 78 - "The Sword Of Shannara" - Terry Brooks, Tim Hildebrandt, e Greg Hildebrandt - p.59-68 - "Traumwach: A Tale Of Romantic-Kitsch" - Mouchel, Pauline Pierson, e Alain Voss - p.69-76 - "Space Punks" - Jean-Claude Mézières - p.77, 84 - "1996" - Chantal Montellier - p.79-82 - "Age Of Ages: A Gothic Science-Fiction Trip To The Apocalypse" - Norman Rubington and Akbar Del Piombo - p.85-88 - "Sunpot" - Vaughn Bodé e Jack Adler - p.89-92 - "Sunpot: Chapter 1" - Vaughn Bodé e Jack Adler - p.93-96 - "Manipulation" - Roy - Capa posterior - Philippe Druillet | artigo de              | teste              |